# Chris McKinstry
Chris McKinstry (* 12. Februar 1967 in Winnipeg, Manitoba; † 23. Januar 2006 in Santiago de Chile) war ein Forscher im Bereich der künstlichen Intelligenz. Im Juli 2000 gründete er das Mindpixel-Projekt. Vor Mindpixel leitete er die Entwicklung des MISTIC-Projekts, das im Mai 1996 gestartet wurde.

## Leben
McKinstry war kanadischer Staatsbürger, lebte aber lange in der Stadt Antofagasta im Norden des südamerikanischen Staates Chile. Nachdem er für kürzere Zeit nach Kanada zurückgekehrt war, lebte er bis zu seinem Suizid in Santiago de Chile. Er kündigte seinen Suizid in einem Blog und einem Diskussionsforum am 20. Januar an.
Bis 2002 war er Teleskop- und Instrumentenoperateur am Very Large Telescope für die Europäische Südsternwarte in Chile. Im Jahr 1984 trat er als Wettbewerber in der letzten Staffel der kanadischen Spielshow Reach for the Top auf. Mit dieser Sendung schaffte der Kanadier Alex Trebek, der Gastgeber der Spielshow Jeopardy!, seinen Durchbruch.
Am 23. Januar 2006 beging McKinstry Suizid.
Im Jahr 2010 erschien der Dokumentarfilm The Man Behind the Curtain, der sich um die innovative Arbeit und die emotionalen Probleme von McKinstry dreht.